# دوچرخه‌سواری در المپیک تابستانی ۱۹۵۶
دوچرخه‌سواری در بازی‌های المپیک تابستانی ۱۹۵۶ نام رویداد ورزش دوچرخه‌سواری در بازی‌های المپیک تابستانی بود که در سال ۱۹۵۶ برگزار شد. این مسابقات که فقط برای مردان بود از دو بخش دوچرخه‌سواری جاده و چهار بخش دوچرخه‌سواری پیست تشکیل شده بود که در ملبورن برگزار شد.
ایتالیا توانست در این مسابقات با کسب ۳ طلا و ۱ نقره و ۱ برنز برنده این مسابقات شود.

## نتایج

### جاده
| رویداد             | طلا                                                | نقره                                                          | برنز                                                                 |
| رقابت انفرادی جاده | ارکوله بالدینی · ایتالیا                           | آرنو ژر · فرانسه                                              | الن جکسون · بریتانیای کبیر                                           |
| رقابت تیمی جاده    | فرانسه (FRA) · آرنو ژر · موریس موشرو · میشل ورمولن | بریتانیای کبیر (GBR) · استن بریتین · ویلیام هولمس · الن جکسون | تیم متحد آلمان (EUA) · راینهولد پومر · گوستاو آدولف شور · هورست تولر |

### پیست
| رویداد             | طلا | نقره                                                                    | برنز                                                                      |
| تعقیبی تیمی        | ایتالیا (ITA) · والنتینو گاسپرلا · آنتونیو دومنیکالی · لئاندرو فاگین · فرانکو گاندینی · ویرجینو پیتزالی | فرانسه (FRA) · میشل ورمولن · رنه بیانچی · ژان گراتزیک · ژان-کلود لوکانت | بریتانیای کبیر (GBR) · تام سیمپسون · دونالد بورجس · میک گامبریل · جان گدس |
| اسپرینت            | میشل روسو · فرانسه                                                                                      | گوجلیلمو پسنتی · ایتالیا                                                | دیک پلوگ · استرالیا                                                       |
| تاندم              | ایان براون · و تونی مراچانت (AUS)                                                                       | لادیسلاو فوچک · و واسلاف ماچک (TCH)                                     | جوزپه اوگنا · و سزار پینارلو (ITA)                                        |
| ۱۰۰۰ متر تایم تریل | لئاندرو فاگین · ایتالیا                                                                                 | لادیسلاو فوچک · چکسلواکی                                                | آلفرد سوئیفت · آفریقای جنوبی                                              |

## جدول مدال‌ها
| رتبه | کشورها         | طلا | نقره | برنز | مجموع |
| ۱    | ایتالیا        | ۳   | ۱    | ۱    | ۵     |
| ۲    | فرانسه         | ۲   | ۲    | ۰    | ۴     |
| ۳    | استرالیا       | ۱   | ۰    | ۱    | ۲     |
| ۴    | چکسلواکی       | ۰   | ۲    | ۰    | ۲     |
| ۵    | بریتانیای کبیر | ۰   | ۱    | ۲    | ۳     |
| ۶    | تیم متحد آلمان | ۰   | ۰    | ۱    | ۱     |
| ۶    | آفریقای جنوبی  | ۰   | ۰    | ۱    | ۱     |